# 吉岡稔真 F1ダッシュ!!
吉岡稔真 F1ダッシュ!!（よしおかとしまさ・エフワンだっしゅ）はfm fukuokaをキーステーションにFMQリーグの各局で放送されていた競輪情報番組。パーソナリティは元競輪選手の吉岡稔真で、冠番組でもあった。
テーマソングとして、映画『スピード2』のメインテーマを小室哲哉がリミックスしたものが使用された。

## パーソナリティ
- 吉岡稔真

## ネット局（当時の表記）
- fm fukuoka (現：FM FUKUOKA)（番組制作局）
- FMS
- SMILE-FM (現：fm nagasaki)
- FMK (当時社名：エフエム中九州)
- Air-Radio
- JOY FM
- μFM
- FM OKINAWA
- FMY
- JOEU-FM

※このうち、沖縄と愛媛以外の局はFMQリーグを構成する局。